# ثورة محافظة

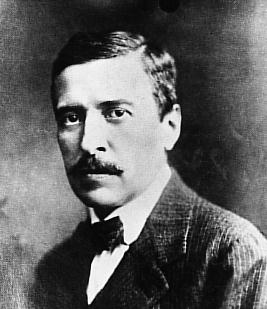
الكاتب النمساوي هوغو فون هوفمانستال

كانت الثورة المحافظة (بالإنجليزية: Conservative Revolution وبالألمانية: Konservative Revolution)، والمعروفة أيضًا باسم حركة «المحافظة الجديدة» أو «القومية الجديدة»، حركة محافظة وطنية ألمانية بارزة خلال فترة جمهورية فايمار (1918-1933)، في السنوات الممتدة بين الحرب العالمية الأولى ونشوء ألمانيا النازية.
شارك الثوار المحافظون في ثورة ثقافية مضادة، وأظهروا مجموعة واسعة من المواقف المتباينة فيما يتعلق بطبيعة المؤسسات التي توجب على ألمانيا تأسيسها، والتي وصفها المؤرخ روجر وودز بأنها «الورطة المحافظة». ومع ذلك، فقد عارضوا عمومًا المحافظة المسيحية التقليدية في فترة فيلهيلمين والليبرالية والديمقراطية والمساواتية، وكذلك الروح الثقافية للحداثة والبرجوازية.
وصف المؤرخ فريتز ستيرن الثورة بأنها فوضوية ومتهورة وأسماها «اليأس الثقافي» العميق، الذي اقتُلع من شعوره بالعقلانية والعلموية في العالم الحديث، واستلهم منظرو الثورة المحافظة إلهامهم من عناصر مختلفة من القرن التاسع عشر: ازدرى فريدريك نيتشه الأخلاقيات المسيحية والديمقراطية والمساواة، الرومانسية الألمانية المعادية للحداثة والمعادية للعقلانية، رؤية المجتمع العضوي والمنظم الذي ترعاه حركة فولكيش، التقليد البروسي للقومية العسكرية والاستبدادية، بالإضافة إلى تجربتهم الخاصة على خط المواجهة خلال الحرب العالمية الأولى، والتي رافقها كل من العنف اللاعقلاني وروح الرفقة.
أقامت الحركة علاقة غامضة مع النازية منذ عشرينيات القرن العشرين وحتى أوائل الثلاثينيات، ما دفع العلماء إلى وصف الثورة المحافظة بأنها «ما قبل الفاشية الألمانية» أو «الفاشية غير النازية». رغم اشتراكها مع جذور مشتركة في أيديولوجيات مناهضة للتنوير في القرن التاسع عشر، إلا أنه لا يمكن الخلط بين هذه الحركة والحركة النازية. لم يكن الثوريون المحافظون عنصريين بالضرورة، إذ لا يمكن اختزال الحركة في عنصر فولكيش فقط. إذا شاركوا في إعداد المجتمع الألماني لحكم النازيين، بنظرياتهم المعادية للديموقراطية والعضوية، ولم يعارضوا حقًا وصولهم إلى السلطة، ثم ظهرت الثورة المحافظة في المجتمع عندما تولى هتلر السلطة في عام 1933. رفض الكثير منهم في النهاية الطبيعة الشمولية أو المعادية للسامية للرايخ الثالث، باستثناء كارل شميت وبعض الأشخاص الآخرين.
أثرت الثورة المحافظة منذ 1960-1970 وما بعد، بشكلٍ كبير على اليمين الأوروبي الجديد، مثل الحق الجديد Nouvelle Droite والحق الجديد Neue Rechte، وظهرت من خلالهم الحركة التطورية الأوروبية المعاصرة.

## الاسم والتعريف
إذا كان بالفعل الكتاب المحافظون في جمهورية فايمار مثل آرثر مولر فان دن بروك أو هوغو فون هوفمانستال أو إدغار يونغ وصفوا مشروعهم السياسي على أنه «الثورة المحافظة»، عُرف الاسم ثانية بعد أطروحة الدكتوراه لعام 1949 لفيلسوف الحقوق الجديدة آرمين موهلر حول عن الحركة. على الرغم من انتقاد المؤرخ لويس دوبو أو عالم الاجتماع ستيفان بوير لموقف مولر في مرحلة ما بعد الحرب، فإن صحة مفهوم حركة «المحافظة الجديدة» أو «القومية الجديدة»، إلا أنها امتدت في بعض الأحيان إلى فترة تسعينيات القرن التاسع عشر وحتى عشرينات القرن العشرين، والتي تختلف عن «القومية القديمة» في القرن التاسع عشر، ثم أصبحت الآن مقبولة إلى حد كبير بين الأصوليين.
يظهر اسم «الثورة المحافظة» على أنه مفارقة، أو حتى «سخافة دلالية» للمؤرخين المعاصرين، إذ يشير البعض إلى امكانية تبرير مسمى «المحافظة الجديدة» بسهولة أكبر للحركة. كتب بروير أنه كان يفضل المسمى البديل «القومية الجديدة»، وهي تسمية أكثر جاذبية وشمولية من «القومية القديمة» في القرن السابق، والتي كان مشروعها الحفاظ على المؤسسات الألمانية والنفوذ في العالم. ولكن ذُكر في كتابات مولر فان دن بروك، أن الجمعية «المحافظة» و «الثورة»، على الرغم من تناقضهما الواضح، إلا أن لهما ما يبررهما من خلال تعريفه للحركة على أنها إرادة للحفاظ على القيم الأبدية، بينما تؤيد إعادة تصميم المثالية والمؤسسة، ردًا على «انعدام الأمن في العالم الحديث».